# Altstadt (Kilonia)
Altstadt, Kiel-Altstadt – dzielnica miasta Kilonia w Niemczech, w kraju związkowym Szlezwik-Holsztyn.